# Орлеан-Браганса, Жуан Мария
Принц Жуан Мария Орлеан-Браганса (порт. João Maria Felipe Miguel Gabriel Rafael Gonzaga de Orléans e Bragança e Dobrzensky de Dobrzenicz; 15 октября 1916, Булонь-Бийанкур — 26 июня 2005, Рио-де-Жанейро) — член бразильской императорской династии Орлеан-Браганса, военный летчик ВВС Бразилии и предприниматель.
Полное имя — Жуан Мария Фелипе Мигель Габриэль Рафаэль Гонзага де Орлеан и Браганса и Добрженски де Добржениц

## Биография
Принц Жуан Орлеан-Браганса родился в городе Булонь-Бийанкур (Франция). Второй (младший) сын принца Педру де Алькантара Орлеан-Браганса (1875—1940), императорского принца Бразилии (1891—1908), и графини Елизаветы Добрженской де Добрженич (1875—1951). Большую часть своего детства принц провёл во дворце Шато-д’Э (Верхняя Нормандия), принадлежавшее его деду, Гастону Орлеанскому, графу д’Э. С 1935 года проживал в Бразилии. Был принят в ВВС Бразилии, получил чин лейтенанта и работал на авиапочте.
В молодости принц Жуан Мария был членом профашистского движения «Бразильский интегрализм», созданного писателем Плиниу Салгаду. В 1938 году в состав группа интегралистов он участвовал в неудачной попытке штурма дворца Гуанабара, резиденцию президента Жетулиу Варгаса. Во время штурма принц получил ранение.
Во время Второй Мировой войны Жуан Мария Орлеан-Браганса служил в ВВС Бразилии, летал на морском патрульном бомбардировщике Consolidated PBY Catalina. Дослужился до чина подполковника ВВС. После войны он работал коммерческим пилотом и занимал должность вице-президента первой бразильской авиакомпании «Pan-Air do Brasil».
С 1950 года принц проживал в городе Парати, на западном побережье штата Рио-де-Жанейро, где стал известным производителем коньяка.
26 июня 2005 года 88-летний принц Жуан Мария Орлеан-Браганса скончался в Рио-де-Жанейро. В соответствии с завещанием принца, его тело было кремировано, а прах развеян на пляжах города Парати.

## Браки и дети
29 апреля 1949 года в Синтре (Португалия) принц женился первым браком на египетской принцессе Фатиме Шерифе Ширин (19 апреля 1923 — 14 марта 1990), дочери Исмаил-бея Ширина и вдове принца Хасана Омара Тоассауна (1901—1946). Супруги имели одного сына и развелись в 1971 году.
- Принц Жуан Энрике Орлеан-Браганса (род. 25 апреля 1954)[6], бразильский предприниматель и фотограф. В 1986—2009 годах был женат на Стеле Кристине Люттербах (род. 20 июня 1958), от брака с которой у него сын и дочь.
  - Жуан Фелипе Орлеан-Браганса (род. 29 ноября 1986)
  - Мария Кристина Орлеан-Браганса (род. 26 декабря 1989), больна синдромом дауна

29 апреля 1990 года в Петрополисе (Бразилия) принц Жуан Мария Орлеан-Браганса вторично женился гражданским браком на бразильянке Марии Терезе да Силва Лейте (11 января 1926 — 26 июня 2020). 15 мая 1990 года в Рио-де-Жанейро состоялась церковная брачная церемония.